# アイワス
アイワス (Aiwass, Aiwaz) は、声によってアレイスター・クロウリーに『法の書』を伝えた知性体である。クロウリーは後にこの霊的存在を自分の聖守護天使とみなした。
『法の書』は、1904年4月8日から4月10日の3日間にカイロでクロウリーが耳にしたアイワスの言葉を書きとめたものとされている。